# Morrisons
Morrisons es una localidad australiana del estado de Victoria.

## Geografía
La localidad, perteneciente al estado de Victoria, está ubicada junto al río Moorabool.

## Historia
A finales del siglo XIX, el lugar tenía contabilizada una población de unos 500 habitantes.